# Von Troil

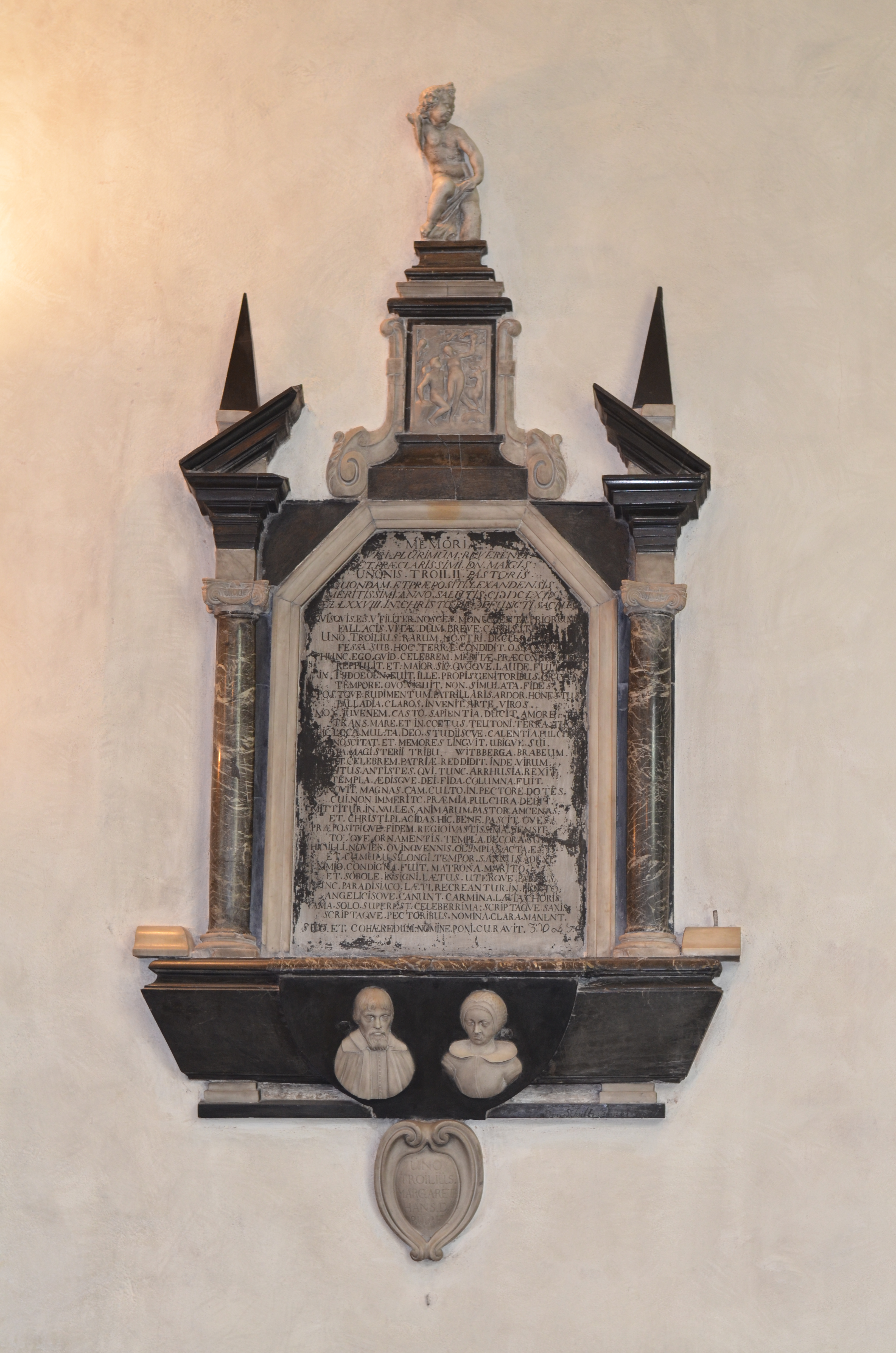
Epitafium i Leksands kyrka över ätten von Troils anfader Uno Troili Troilius (1586-1664), kyrkoherde i Leksand ca 1618-1664, och hans hustru Margareta Hansdotter Säbroensis, 'Stormor i Dalom', (1594-1657)

von Troil (uttalas tro-íl) är en svensk adelsätt, friherrlig i Finland.

## Historik
Släkten härstammar från bonden Lars som levde i Hyltinge socken i Södermanland på 1500-talet. Hans son Truls Larsson upptog namnet Troilius och blev stamfader för en stor släkt, som med komplicerade ingiften blev ättlingar till Bureätten på flera sätt, bland annat genom Truls Larssons sonson Samuel Troilius d.ä:s svärmor Kerstin Hansdotter Anthelia, syster till Andreas Solenblomma och dotter till Margareta Grubb.
Bonden Lars avkomling i femte led var biskopen i Västerås stift, sedermera ärkebiskopen Samuel Troilius (d.y.) (1706-1764). Han var gift två gånger. Anna Elisabeth Angerstein, första hustrun, var dotter till brukspatron i Wikmanshyttan och av tysk börd, medan hennes mor tillhörde samma släkt som sedan adlades Rückersköld. Andra hustrun, Brita Elisabeth Silfverstolpe, var dotter till en Stjerncrona. Samuel Troilius barn i båda äktenskapen adlades 1756. Sönerna introducerades på Riddarhuset 1776 på nummer 2039. Dessa barn var:
- Fredric Ulric von Troil, från första äktenskapet, revisionssekreterare och ledamot av Lagkommissionen, avled barnlös.
- Anna Helena von Troil, gift med biskop Erik Lamberg.
- Uno von Troil, ärkebiskop. Hans ättelinje slöts med ena sonen Knut von Troil 1853.
- Margareta Elisabeth von Troil, gift med Adolf Georg von Post.
- Maria Gustafva von Troil, gift med Olof Ulric von Numers.
- Samuel von Troil, ryttmästare. Ättegrenen slöts med sonen Georg Gabriel Emil von Troil 1859.
- Wilhelmina von Troil, gift med Lars Philip Hjerta.
- Adolf von Troil, kapten, ogift.
- Knut von Troil, finsk-rysk friherre vars ätt fortlever i Finland.
- Lars David von Troil, rikshärold, kansliråd

Uno von Troil var gift med Magdalena Tersmeden, vars mor var en Söderhielm, och de fick tio barn av vilka endast en dotter och en son var gifta. Deras äldste son Gustaf von Troil var hovpredikant och regementspastor vid Västmanlands regemente, men avled ogift på Svartsjölandet. Yngste sonen Knut von Troil var protokollsekreterare och gift med Adolphina Tersmeden, men barnlös. Hans syster Anna Gustafva von Troil var gift med bruksmedikus doktor Adolph Ludvig Regnell.
Samuel Samuelsson von Troil, Uno von Troils bror, var löjtnant i fransk tjänst men återkom till Sverige där han så småningom blev ryttmästare. Hans hustru var Anna Charlotta ur släkten af Sillén, och de fick tre barn varav den enda dottern Brita von Troil var ogift. Äldste sonen Samuel Wilhelm von Troil avled 19 år gammal på Wallhof. Deras bror Georg Gabriel Emil von Troil var militär och ämbetsman, men barnlös i sitt äktenskap.
Ätten von Troil upphöjdes enligt ovan i Finland 1809 i friherrlig värdighet med Knut von Troil och introduceras på Finlands riddarhus 1818. Ätten i Finland fortlever.
Ärkebiskop Samuel von Troils yngste son, Lars David von Troil, var gift med Anna Maria Tham. Deras yngsta barn av tre, Elisabeth von Troil var ogift. Mellersta barnet, Fredrik Adolph von Troil var överste i armén. Äldste sonen Samuel von Troil var gift med grevinnan Sophia von Hermansson, även hon Bureättling.
I Sverige dog ätten von Troil ut i på svärdssidan 1880 med Samuel von Troil, och på spinnsidan 1917, men återintroducerades på Sveriges riddarhus 1982 när medlemmar av de finländska von Troil återinvandrade.
Släkten innehade Grönvik Gård i tre generationer, och har en släktgrav i Västerås domkyrka.